# Smallville (10.ª temporada)
A décima temporada de Smallvillle (no Brasil, Smallville: As Aventuras do Superboy), uma série de televisão norte-americana criada por Alfred Gough e Miles Millar, foi ao ar originalmente entre 24 de setembro de 2010 e 
13 de maio de 2011 na rede de televisão The CW.  A série narra as primeiras aventuras do kryptoniano Clark Kent na cidade fictícia de Smallville, durante os anos antes dele se tornar o Superman. A temporada contém 22 episódios.
Os membros do elenco principal durante a décima temporada incluí Tom Welling, Allison Mack, Erica Durance, Cassidy Freeman e Justin Hartley.
John Schneider, Annette O'Toole, John Glover, Laura Vandervoort e Callum Blue retornam esporadicamente ao longo da temporada, enquanto que Michael Rosenbaum e Aaron Ashmore retornam no episódio final.
Welling se tornou um produtor executivo completo do série junto com Kelly Souders e Brian Peterson, diretor de longa data da série James Marshall e a equipe de produção Tollin / Robbins de Mike Tollin, Brian Robbins e Joe Davola.
A temporada foi assistida por uma média de 3,19 milhões de domicílios e posicionou-se no número duzentos e dois entre as outras séries que foram exibidas na temporada televisiva norte-americana de 2010-2011. O primeiro episódio foi visto por 2.98 milhões de telespectadores, e o último por 3.02 milhões de telespectadores.. Até o final desta temporada, Smallville tornou-se a segunda série de ficção científica mais longa na América do Norte.

## Sinopse
A última temporada da série, continua a focar o romance entre Clark Kent e Lois Lane, que começou na nona temporada, bem como a continuação dos treinamentos de Clark, para se tornar o super-herói de identidade histórica "Superman". Dez anos se passaram desde a primeira temporada da série, e Clark agora possui 24 anos de idade, a idade em que ele adota a identidade de Superman.

## Produção

### Desenvolvimento
Em 4 de março de 2010, a The CW anunciou que Smallville estaria de volta para a sua décima e última temporada, que seria composta por 22 episódios. Tom Welling, Erica Durance, Cassidy Freeman, Callum Blue e Justin Hartley, membros do elenco principal da temporada anterior, foram contratados para a décima temporada; embora Blue não foi selecionado para o segundo ano de seu contrato. Allison Mack, intérprete de Chloe Sullivan, é a única atriz e personagem do elenco regular junto com Tom Welling (Clark Kent), que participou de todas as temporadas da série. Na última temporada, a atriz participou de apenas 7 episódios, e apareceu em mais três episódios em flashback, totalizando em 10 episódios seu número de aparições na última temporada da série, mas foi creditada na abertura como parte do elenco fixo somente nos 7 episódios inéditos em que participou, não contando os flashbacks.

### História

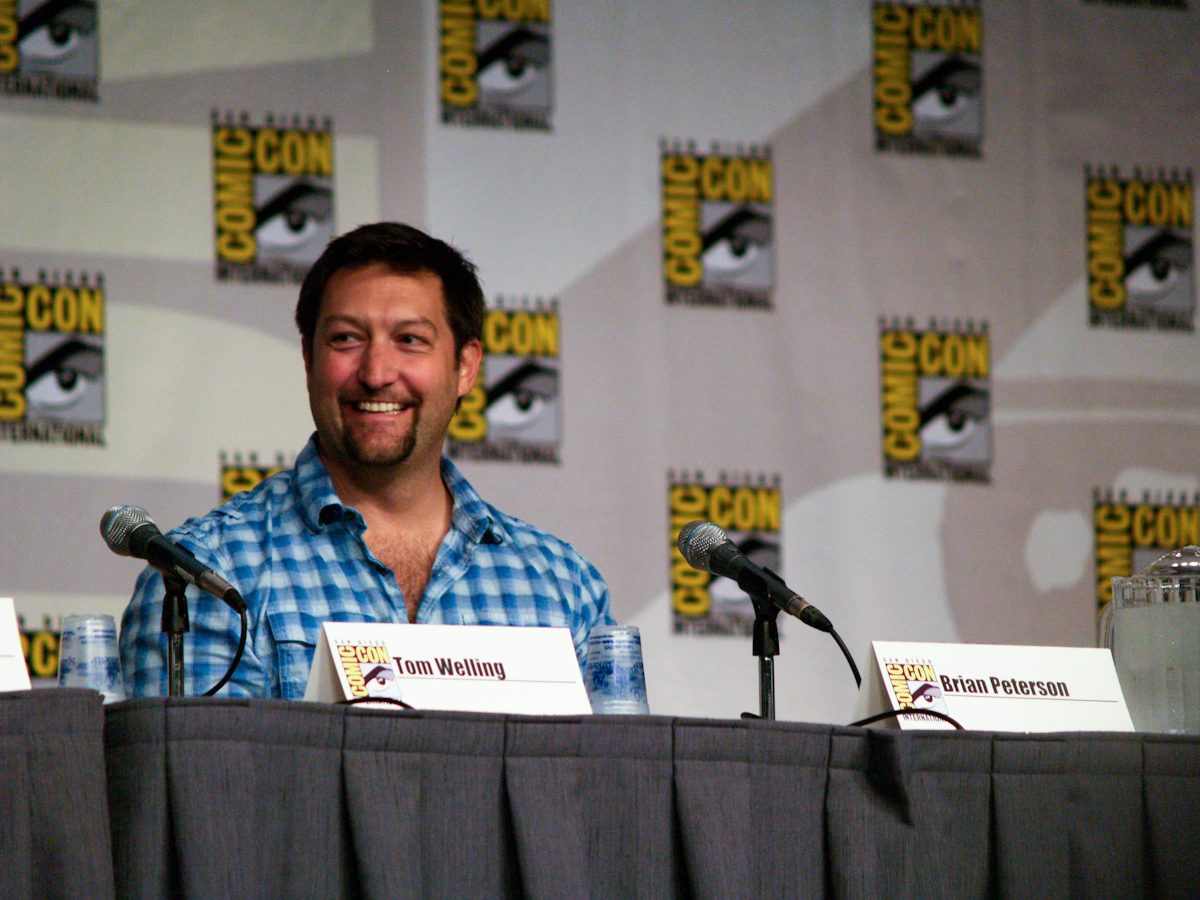
O produtor Brian Peterson na Comic-Con de 2010.

Segundo os produtores Brian Peterson e Kelly Souders, o tema da décima temporada de Smallville foi "enfrentar os fantasmas de seu passado e como [o efeito de ver o passado] ajuda a seguir em frente no futuro"; com isto, o retorno de antigos membros do elenco principal da série.  Souders e Peterson também optaram por não apagar a memória do segredo de Clark por Lois, algo que ela descobriu no final da nona temporada. Em vez disso, Lois ajudaria Clark a fazer o que ele precisava fazer para sair e cumprir seu destino sem lhe dizer que ela sabe.  Os produtores explicaram que haveria "algumas voltas e mais voltas" antes de Lois dizer a Clark que ela sabe.  Inicialmente ajudando Clark e Oliver pelo Sentinela, um segredo de seu passado define se Tess, em última análise termina no lado do bem ou do mal.  O final de Chloe foi dito como "de uma forma que é apropriado para Chloe."  Ela vai "sacrificar" a si mesma por Oliver, que foi informado de que ela foi morta.  Como resultado, Oliver passou grande parte da temporada em busca de Chloe, tentando descobrir quem estava por trás de seu suposto assassinato. Além disso, Oliver é "literalmente e figurativamente despojado de sua essência vazia" no início desta temporada. 

Aparência de Darkseid criada em CGI.

Assim como a oitava e nona temporada, a décima temporada também teve um novo vilão principal. Os produtores escolheram Darkseid para cumprir esse papel na última temporada de Smallville, mas seria uma encarnação diferente do que o seu homólogo dos quadrinhos.  Eles explicaram que a presença de Darkseid seria sentida durante toda a temporada, mas que ele realmente não iria aparecer até perto do fim; ao contrário de temporadas anteriores, onde o principal vilão estava presente desde o início.  Em vez disso, os asseclas de Darkseid - Vovó Bondade, Desaad e Gordon Godfrey, aparecem ao longo da temporada como a presença física de Clark para batalha.  Dito isto, Darkseid fez uma aparição na estreia da temporada, criado digitalmente (CGI) para começar, mas com "formas mais sólidas" que fazem uma breve aparição no terceiro episódio.  O plano foi que a presença de Darkseid a ser estabelecida era ele possuir os corpos de vários personagens. Os produtores executivos também examinaram a história de Clark Kent em Smallville no episódio 200 da série. Peterson explicou na época, "O episódio irá explorar um pouco do passado, do presente e do futuro. Nós damos uma pequena olhada para o passado, para onde nós estivemos e também damos uma olhada para onde o Clark está indo." 
Quando se discutia a forma como a série iria terminar, Peterson afirmou que a equipe de criação teve múltiplas visões do episódio final desde que a série começou. De acordo com Peterson, existia a visão de que os criadores da série Alfred Gough e Miles Millar desenvolveu e compartilhou com a equipe ao longo dos anos. Depois, tinha a visão de que Peterson e o conjunto atual de produtores executivos desenvolveram. O produtor disse que, em última análise, o episódio final iria ser uma combinação de todas as suas visões que ele acredita que não iria decepcionar ninguém.  Além disso, os produtores afirmaram que eles não queria "segurar nada de volta" para esta temporada, e daria aos fãs "o que eles querem ver". 

### Mitologia do Superman
Com um visão rápida do icônico traje do Superman no final da nona temporada,  Peterson confirmou que o traje vai voltar e ter um papel mais proeminente no final da temporada, mesmo indo tão longe a ponto de sugerir que a última cena de Smallville teria Clark usando o traje. Os produtores foram capazes de adquirir o traje do Superman usado por Brandon Routh em Superman Returns. A DC Comics ofereceu o traje usado por Christopher Reeve, mas Peterson, explicou: "[ele] apenas não se encaixa bem com o nosso mundo". Welling prometeu há muito tempo aos telespectadores:" Nosso principal objetivo neste ano é envolvê-lo de uma maneira que irá satisfazer os fãs e dar-lhes esperança de que Clark passou a se tornar o Superman. " O executivo Souders e o produtor Kelly disse que para que Clark possa fazer isso, "Clark tem que lutar com as coisas internas que estão impedindo-o de ser uma esperança inspiradora ". Embora Clark ainda está em sua hora de trevas, ele se tornará Superman até o final da temporada  Peterson explicou,". ...  Este ano a paleta da série vai crescer mais brilhante e o que ele usa  ... vai mudar;  "Clark vai acabar explorando o seu destino e trabalhar em direção a seu futuro de se tornar um herói.

## Elenco

### Principal
- Tom Welling como Clark Kent (22 episódios)
- Erica Durance como Lois Lane (22 episódios)
- Cassidy Freeman como Tess Mercer (17 episódios)
- Justin Hartley como Oliver Queen (17 episódios)
- Allison Mack como Chloe Sullivan (10 episódios)

### Recorrente
- John Glover como Lionel Luthor (4 episódios)
- John Schneider como Jonathan Kent (4 episódios)

### Participação Especial
- Annette O'Toole como Martha Kent (2 episódios)
- Laura Vandervoort como Kara Kent (2 episódios)
- Michael Rosenbaum como Lex Luthor (1 Episódio)
- Callum Blue como General Zod (1 episódio)
- Aaron Ashmore como Jimmy Olsen  (1 episódio)

## Episódios
| 196 | 1  | "Lazarus"    | Kevin G. Fair     | Don Whitehead & Holly Henderson        | 24 de setembro de 2010  | 3X6001 | 2.98 |
| Lois encontra Clark e salva sua vida ao remover o cristal de Kryptonita Azul que tinha em seu peito. Lois foge antes de Clark acordar para proteger seu segredo. Chloe está desesperada atrás de Oliver e recorre a uma medida um pouco desagradável para encontrar respostas. Chloe usa o capacete do Senhor Destino para ver o futuro. O espírito de Jonathan volta ao Rancho Kent com uma mensagem para Clark. Tess acorda em um laboratorio da LuthorCorp. Chloe se entrega ao Esquadrão Suicida em troca da liberdade de Oliver. |    |              |                   |                                        |                         |        |      |
| 197 | 2  | "Shield"     | Glen Winter       | Jordan Hawley                          | 07 de outubro de 2010   | 3X6002 | 2.38 |
| Depois de Lois viajar para o Egito, o Planeta Diário contrata uma nova repórter chamada Cat Grant para assumir o lugar dela. Um assassino chamado "Pistoleiro" joga sua mira em Cat, porém Clark descobre que o homem tem uma perigosa lista que envolve o seu nome. Carter Hall vai até o Egito para manter o olho em Lois e conta para Lois sobre sua esposa Shayera. Oliver descobre que Chloe simulou sua morte e apagou todos os seus registros civis. Sofrendo com a ausência de Chloe, Oliver decide revelar ao mundo que é o Arqueiro Verde. |    |              |                   |                                        |                         |        |      |
| 198 | 3  | "Supergirl"  | Mairzee Almas     | Anne Cofell Saunders                   | 08 de outubro de 2010   | 3X6003 | 2.30 |
| Clark fica surpreso em ver sua prima Kara de volta à Terra. Kara diz a Clark que voltou a mando de Jor-El para avisá-lo sobre uma "Força Maligna" que está se aproximando em que ele acredita que Clark não pode lidar com isso sozinho. Enquanto isso, Lois enfrenta Gordon Godfrey que está em uma missão contra heróis depois de ser ameaçado pelo Arqueiro Verde. No entanto,Godfrey é possuido por uma força escura e sequestra Lois e Clark, e Kara vai tentar salvá-los. |    |              |                   |                                        |                         |        |      |
| 199 | 4  | "Homecoming" | Jeannot Szwarc    | Brian Peterson & Kelly Souders         | 15 de outubro de 2010   | 3X6004 | 3.19 |
| Na tentativa de animar Clark, Lois o convence de participar de sua reunião escolar de 5 anos após formatura. Uma visita a casa dos Crows faz com que Clark tenha lembranças de seus velhos tempos com Lana e Chloe, enquanto Lois fica furiosa por ninguém se lembrar dos 5 dias de estudante que ela teve. Brainiac 5.0 usa o anel da Legião para vir do futuro e leva Clark para o passado, presente e futuro. Ele mostra a Clark o que realmente aconteceu na noite em que Jonathan morreu, a dor de Oliver, o atual e o futuro de Clark no Planeta Diário ao lado de Lois e seu papel como o super-herói favorito vermelho e azul da Terra. |    |              |                   |                                        |                         |        |      |
| 200 | 5  | "Isis"       | James Marshall    | Genevieve Sparling                     | 22 de outubro de 2010   | 3X6005 | 2.60 |
| Lois decide contar para Clark que ela sabe que ele é o Blur, mas ela acidentalmente ativa um artefato antigo que a transforma na deusa Ísis, com todos seus completos super-poderes. Oliver e Clark relutantemente decidem pedir ajuda a Tess para ajudar Lois. Enquanto isso, depois que Grant testemunha Lois, como Ísis, usando seus superpoderes, ela acredita que Lois é o Blur e vai fazer de tudo para provar isso. |    |              |                   |                                        |                         |        |      |
| 201 | 6  | "Harvest"    | Turi Meyer        | Al Septien & Turi Meyer                | 29 de outubro de 2010   | 3X6006 | 2.96 |
| Clark está preocupado com a segurança de Lois e tenta fazer com que ela largue a matéria sobre o ato de registro dos vigilantes, sugerindo outras histórias. Depois de ser honesto com ela, uma raiva toma conta de Lois que acaba dizendo que pode cuidar de si mesma, mas quando seu carro fura o pneu no meio do nada, seus planos vem por água abaixo e Lois acaba ficando em perigo. Enquanto isso, Tess procura uma cura para Alexander, que está envelhecendo rápido demais. |    |              |                   |                                        |                         |        |      |
| 202 | 7  | "Ambush"     | Christopher Petry | Don Whitehead & Holly Henderson        | 05 de novembro de 2010  | 3X6007 | 2.63 |
| O General Sam e Lucy Lane decidem visitar Lois e Clark para um jantar surpresa de ação de graças. Clark e o General tem um começo difícil depois que o pai de Lois fala mal dos super-heróis e conta para Clark que ele está tentando fazer com que uma lei seja aprovada sobre o registro dos vigilantes. Enquanto isso, parar impedir que essa nova lei seja aprovada, Rick Flagg mente para Lucy, a fim de atrair Clark para longe da fazenda por tempo suficiente para ele poder assassinar o General. Lois fica dividida entre seu orgulhoso pai e seu amor por Clark. |    |              |                   |                                        |                         |        |      |
| 203 | 8  | "Abandoned"  | Kevin G. Fair     | Drew Landis & Julia Swift              | 12 de novembro de 2010  | 3X6008 | 2.90 |
| Lois encontra um vídeo de sua mãe feito para ela, Ella Lane (Teri Hatcher), antes de morrer. Depois de assistir ao vídeo, Lois toma uma drástica decisão sobre seu relacionamento com Clark que a leva para a Fortaleza, onde ela se vê cara a cara com Jor-El e Lara. Enquanto isso, Tess tem um pesadelo envolvendo sua infância e uma caixa de música. Ao acordar, ela descobre que a caixa de música do seu pesadelo está na mansão Luthor e quer descobrir quem deixou ela ali. Clark acompanha Tess a um orfanato dirigido pela Vovó Bondade onde as jovens garotas podem não ter as melhores intenções em suas mentes. Uma das jovens que vive ali, Harriet, encontra Clark bisbilhotando e decide resolver esse problema com suas bem afiadas mãos. Com a participação especial de Teri Hatcher que interpretou Lois Lane na série "Lois & Clark: The New Adventures of Superman".                 |    |              |                   |                                        |                         |        |      |
| 204 | 9  | "Patriot"    | Tom Welling       | John Chisholm                          | 19 de novembro de 2010  | 3X6009 | 2.60 |
| Em uma tentativa de proteger o resto de sua equipe, Oliver decide se inscrever na lei de "Registro de Vigilantes" para descobrir o que o governo pretende fazer com a nova lei. Como suspeitava, tudo não passa de uma armadilha para atrair os heróis para um local secreto onde será confinado em uma prisão e será submetido a uma bateria de testes brutais sob a supervisão do Coronel Slade Wilson. Aquaman e sua esposa Mera se junta a Clark para ajudar a libertar Oliver. Lois fica frustrada quando Clark insiste em deixá-la de fora dos assuntos dos heróis e irá fazer de tudo para provar que ela é capaz de ajudar. |    |              |                   |                                        |                         |        |      |
| 205 | 10 | "Luthor"     | Kelly Souders     | Bryan Q. Miller                        | 03 de dezembro de 2010  | 3X6010 | 2.76 |
| Tess encontra uma caixa kryptoniana que pertencia a Lionel Luthor. Quando Clark acidentalmente ativa a caixa, ele é enviado a um universo paralelo onde Lionel encontrou Clark ao invés dos Kents. Neste universo, Clark Luthor (Ultraman) é um assassino e Lois e Oliver são noivos tendo uma coisa em comum - o ódio por Clark. Clark terá que tomar cuidado para Lionel não descobrir quem ele realmente é enquanto tenta encontrar uma forma de voltar a Terra, onde Clark Luthor foi enviado em seu lugar. |    |              |                   |                                        |                         |        |      |
| 206 | 11 | "Icarus"     | Mairzee Almas     | Genevieve Sparling                     | 10 de dezembro de 2010  | 3X6011 | 2.55 |
| A lei de registro de vigilantes (VRA) está em pleno vigor e as coisas ganham uma maré negativa de acontecimentos depois que Oliver tenta impedir um assalto, mas acaba sendo atacado pelos cidadãos por ser considerado um super-herói. Clark descobre que os civis que atacaram Oliver possuem uma tatuagem negra. Carter Hall e Courtney Whitmore retornam para ajudar Clark a lidar com o ressurgimento de Slade depois dele sequestrar Lois. Lois lembra de uma conversa com Chloe e ganha dessa um presente de noivado enviado por correspondência. |    |              |                   |                                        |                         |        |      |
| 207 | 12 | "Collateral" | Morgan Beggs      | Jordan Hawley                          | 04 de fevereiro de 2011 | 3X6012 | 2.37 |
| Clark, Oliver e Dinah Lance são soltos pela VRA, após serem capturados no funeral do Gavião Negro, porém cada um deles tem flashbacks de Chloe, segurando-os contra a sua vontade. Quando Chloe retorna, Dinah avisa aos outros que Chloe pode ser agora uma traidora. Oliver dispensa suas preocupações, mas Clark não tem certeza se pode confiar novamente em Chloe depois dela ter desaparecido sem se explicar. |    |              |                   |                                        |                         |        |      |
| 208 | 13 | "Beacon"     | Michael Rohl      | Don Whitehead & Holly Henderson        | 04 de fevereiro de 2011 | 3X6013 | 2.32 |
| Clark é surpreendido ao ver Martha na notícia falando sobre uma briga pró-vigilantes. No entanto, a surpresa logo se torna em horror quando ele e Lois vêem Martha levar um tiro em cobertura nacional. Enquanto isso, Lionel se revela ao mundo e recupera a LuthorCorp de Tess e Oliver. Lois e Chloe decidem alegrar Clark mostrando vídeos de milhares de apoiadores do vigilante professando seu amor pelo "Blur". |    |              |                   |                                        |                         |        |      |
| 209 | 14 | "Masquerade" | Tim Scanlan       | Bryan Q. Miller                        | 18 de fevereiro de 2011 | 3X6014 | 2.22 |
| Chloe e Oliver são confundidos com agentes do FBI ao investigar a recente série de assassinatos cometida por Desaad e ambos são sequestrados pelos asseclas dele. Desaad tenta infectar Chloe com a "Escuridão". Paralelamente, Lois alerta Clark de que ele precisa ser mais cuidadoso com a sua identidade e sugere um disfarce. |    |              |                   |                                        |                         |        |      |
| 210 | 15 | "Fortune"    | Christopher Petry | Anne Cofell Saunders                   | 25 de fevereiro de 2011 | 3X6015 | 2.56 |
| Depois que Zatanna envia uma mágica garrafa de champanhe para Clark e Lois para sua festa de despedida de solteiro do casal, Clark, Lois, Chloe, Oliver, Tess e Emil apagam depois do brinde, somente acordando na manhã seguinte e percebendo que eles não conseguiam lembrar-se de nada sobre a noite anterior. Enquanto tenta refazer os passos, Lois percebe que perdeu seu anel de noivado e leva a Oliver de volta até o Cassino Fortune onde ela acredita ter perdido. Os dois recorrem até Fortune, o excêntrico dono do cassino, que acusa os dois de terem roubado dinheiro dele. Enquanto isso, Clark conta a Chloe que ele se lembra de ter roubado um carro forte na noite anterior e ambos pensam terem se casado na noite anterior. |    |              |                   |                                        |                         |        |      |
| 211 | 16 | "Scion"      | Al Septien        | Al Septien & Turi Meyer                | 04 de março de 2011     | 3X6016 | 2.18 |
| Tess revela que Alexander(Conner) tem superpoderes para Clark e pede-lhe para aconselhar o rapaz, Enquanto isso, o Lionel da outra Terra tem planos para tomar o controle do garoto e liberar o seu lado negro usando kryptonita vermelha. |    |              |                   |                                        |                         |        |      |
| 212 | 17 | "Kent"       | Jeannot Szwarc    | Brian Peterson & Kelly Souders         | 05 de abril de 2011     | 3X6017 | 2.37 |
| Clark fica chocado ao encontrar uma caixa espelhada no celeiro. Clark Luthor o surpreende e envia Clark Kent de volta para a realidade alternativa onde ele corre até um furioso Jonathan Kent. Enquanto isso, de volta a outra realidade, Clark Luthor visita Tess e diz que se ela não for com ele para o outro lado irá matá-la. Lois pede ajuda a Emil Hamilton para trazer Clark de volta. |    |              |                   |                                        |                         |        |      |
| 213 | 18 | "Booster"    | Tom Welling       | Geoff Johns                            | 22 de abril de 2011     | 3X6018 | 2.35 |
| Depois de tudo o que aconteceu com o ARV, Lois diz a Clark que é melhor que ele seja 'esquisito' para que as pessoas não suspeitem que ele seja o ‘Borrão’. Entretanto, os dois entram em choque quando um super-herói faminto por atenção vindo do futuro, Gladiador Dourado, chega na cidade e começa a realizar salvamentos e conquistar a cidade de Metrópolis. Gladiador começa sua campanha para tomar o lugar do ‘Borrão’ como o “Grande Super-Herói do Mundo” e tenta jogar seu charme em cima de Lois escrevendo uma história sobre ele, mas ela não entra na sua jogada e começa sua própria campanha em favor do ‘Borrão’. Durante um dos salvamentos do Gladiador, uma arma alienígena em forma de um escaravelho cai do caminhão e se une a um garoto chamado Jaime Reyes, o transformando no Besouro Azul. Jaime é incapaz de controlar o traje e o Besouro Azul começa a atacar Metrópolis. |    |              |                   |                                        |                         |        |      |
| 214 | 19 | "Dominion"   | Justin Hartley    | John Chisholm                          | 29 de abril de 2011     | 3X6019 | 1.99 |
| Tess descobre que Slade foi encontrado inconsciente em uma esquina na rua, prova de que alguém teve acesso ao portal da Zona Fantasma e o mandou de volta. Clark decide retornar a terra exilada para ter certeza de que outros fantasmas não irão escapar e fica furioso quando Oliver o engana para levá-lo junto. Sem os poderes de Clark, os dois são imediatamente capturados pelos fantasmas que os levam para o seu líder, General Zod que está sedento de vingança contra Clark por tê-lo banido para aquela jaula Kriptoniana. |    |              |                   |                                        |                         |        |      |
| 215 | 20 | "Prophecy"   | Mike Rohl         | Bryan Q. Miller & Anne Cofell Saunders | 06 de maio de 2011      | 3X6020 | 2.07 |
| Clark leva Lois até a Fortaleza da Solidão para ter a benção de Jor-El para seu casamento. Jor-El dá um presente único para o casal – ele dá a Lois os super poderes de Clark para que ela veja como é estar na pele dele por um dia. Infelizmente, Toyman retorna a Metrópolis, então Lois precisa enfrentar esse notório vilão no lugar de Clark. Enquanto isso, Oliver procura pelo arco de Orion, o que ele acredita que removerá o símbolo de Omega de seu crânio, e corre até Kara, que também está em uma missão para impedir Darkseid. |    |              |                   |                                        |                         |        |      |
| 216 | 21 | "Finale"     | Kevin G. Fair     | Al Septien & Turi Meyer                | 13 de maio de 2011      | 3X6020 | 3.02 |
| 217 | 22 | "Finale"     | Greg Beeman       | Brian Peterson & Kelly Souders         | 13 de maio de 2011      | 3X6022 | 3.02 |
| No dia do casamento de Clark e Lois, Tess é sequestrada por Lionel, que quer tomar o seu coração, a fim de reviver Lex Luthor. Chloe salva Clark de Oliver, que estava possuído pelo símbolo omega de Darkseid. Oliver luta com os asseclas de Darkseid. Tess faz um sacrifício para o bem maior. Lionel é possuído por Darkseid e Clark finalmente abraça seu destino. |    |              |                   |                                        |                         |        |      |

## Transmissão e recepção
A temporada foi assistida por uma média de 3.19 milhões de domicílios e posicionou-se no número duzentos e dois entre as outras séries que foram exibidas na temporada televisiva norte-americana de 2010-2011. Sua estreia teve 2,98 milhões de telespectadores, os índices de audiência mais alto nas sexta-feira da The CW em mais de dois anos.  O final da série teve 3,02 milhões de telespectadores. Até o final de sua décima temporada, Smallville se tornou a mais longa série de televisão de ficção científica em exibição nos Estados Unidos; quebrando o Livro Guinness dos Recordes mantidos pelo seriado Stargate SG-1.[carece de fontes?] TV Guide classificou o último episódio em quinto lugar em sua revisão dos episódios de TV de 2011. 

## Lançamento em DVD
A décima temporada completa de Smallville foi lançada em 29 de novembro de 2011 na América do Norte em DVD e também no formato Blu-ray.   A caixa de DVD e Blu-ray também foram lançados na região 2 e região 4 em 17 de outubro de 2011 e 4 de Abril de 2012, respectivamente.  O Box incluí várias características especiais, incluindo comentários de episódio, um documentário sobre o episódio 200 chamado de "Smallville: Coming Home", um featurette sobre as relações pai e filho de Clark, ao longo de dez temporadas intitulado "Meu Pai, Meu Filho", e o vídeo da música "How Do We Do". 